# Michael Zochow
Michael Zochow (rodným jménem Michal Zochovický; 7. srpna 1954 Praha – 24. března 1992 Berlín) byl česko-švýcarský spisovatel, dramaturg, autor rozhlasových her a scenárista.

## Život a kariéra
Jeho matkou byla Edita Weinbergerová, jež byla dočasně provdaná za jinak neznámého pana Zochovického (oba byli židovského původu), jehož otcem byl Ervin Munk. Strávil prvních 14 let života v Praze a po skončení Pražského jara v roce 1968 emigroval s matkou přes Rakousko do Švýcarska, kde se usadili v Curychu. Navštěvoval literární gymnázium Zürichberg při kantonální škole Rämibühl a brzy se naučil německy.
Ještě před dokončením studia v roce 1974 napsal pohádky, povídky, básně a osm divadelních her. V letech 1974–1976 pracoval jako redaktor v nakladatelství C. J. Bucher Verlag v Lucernu. V letech 1975–1978 pracoval jako novinář v Luzerner Neueste Nachrichten a jako redaktor Schaffhauser Nachrichten v oblasti kultury s vlastní stránkou.
V roce 1976 zahájil vysokoškolská studia germanistiky, žurnalistiky a divadelní vědy, v nichž později pokračoval v Berlíně, avšak nedokončil je. V roce 1979 získal švýcarské občanství.
Na přelomu let 1979 a 1980 se přestěhoval do Berlína-Schönebergu, kde se usadil jako spisovatel na volné noze a až do své smrti pracoval jako asistent pokladny v berlínských kinech Broadway a Yorck.
V roce 1981 se oženil s Radmilou Klimovou a změnil si jméno na Michael Zochow. Pracoval jako dramaturg pro Felixe Pradera, například pro jeho inscenaci Liebelei v Schauspiel Köln v roce 1984. V roce 1986 ho Prader představil širšímu publiku světovou premiérou inscenace Die Reise zum Mond v Theater am Turm.
Ve své debutové hře Sterns Stunden (1981) se před přeživšími Židy v New Yorku odehrávají skutečné scény z koncentračního tábora Osvětim. Dramatická pohádka Kambek, která měla premiéru ve Staatstheater Stuttgart v roce 1987, se odehrává na archeologických vykopávkách v Sýrii, kde jsou vzkříšeni Joseph Goebbels a jeho dcera a Josef Mengele. Hra Traiskirchen se odehrává v uprchlickém táboře Traiskirchen, přijímacím středisku pro české emigranty. V roce 1991 byl s hrou Traiskirchen pozván na 16. divadelní festival v Mülheimu.
V roce 1986 napsal s režisérem Ursem Eggerem scénář k videofilmu Motten im Licht a sám si zahrál roli Friedericha. Pro herečku Ortrud Beginnen napsal jedenáct písní, které s dalšími texty předvedla v programu Ich bin eine verführerische Frau ve Stuttgartu a na několikaletém turné.
V důsledku AIDS onemocněl talasémií a od roku 1991 trpěl každé tři až čtyři dny velmi vysokými horečkami, které se mu dařilo tlumit léky.

## Dílo

### Divadelní hry
- Der Blumengarten (před 1971)
- Wer hat den Längsten? (1974/75)
- Das Glockenspiel im schwarzen Palast (1974)
- Die Einweihung des öffentlichen Waisenhauses (1976)
- Eine Blutwurst für King Kong (1978)
- Schlag mich, peitsch mich, süsser Löwe (1978)
- Stück ohne Titel (1979)
- Liebe Spielen (1979/80)
- Die letzte Hoffnung (Libretto, 1976)
- Sterns Stunden (1984)
- Aus böhmischen Dörfern (80. léta 20. století)
- Die Reise zum Mond (1986)
- Zwischen dem Kuss und Wiedersehen (1987/88)
- Kambek (UA 1987)
- Ein Neger mit Gazelle (UA 1990)
- Traiskirchen (1988, UA 1990)
- Drei Sterne über dem Baldachin (UA 1991)
- Die Engel von Hollywood (dramaturgie 1989/90)
- Im Schatten der Büsche (1991/92, fragment rukopisu)

### Rozhlasové hry
- 1987: verze Zwischen dem Kuss und Wiedersehen pro Radio DRS, režie Katja Früh, s předmluvou Zochowa.
- 1987: verze Drei Sterne über dem Baldachin pro Radio DRS, režie Katja Früh

### Povídky
- Frühe Erzählungen (1971–1974)
- Märchen (1972)
- Kurzerzählungen (1974–1975)
- Vier Erzählungen (1985–1988)

### Básně
- Dreizehn Gedichte (před 1975)
- Frühe Gedichte (1973)
- Nächtliche Beleuchtung (1971–1973)
- Mit den Höschen (1974/75)
- Lieder u. Gedichte aus Die Engel von Hollywood (1991)
- Elf Lieder (1991)

## Ocenění
- 1988: stipendium Berlínské dílny divadelních spisovatelů
- 1990: Cena Gerharta Hauptmanna za jednoaktovku Traiskirchen
- 1991: Weltiho cena města Bernu za Drei Sterne über dem Baldachin